# Ronald Murray
Ronald "Flip" Murray (ur. 29 lipca 1979 w Filadelfii) – amerykański koszykarz, występujący na pozycjach rozgrywającego oraz rzucającego obrońcy.

## Osiągnięcia
Na podstawie, o ile nie zaznaczono inaczej.
NCAA
- Mistrz:
  - CIAA (Central Intercollegiate Athletic Association – 2002)
  - NCAA Division II Regionu South Atlantic (2002)
- Uczestnik NCAA Division II Final Four (2002)
- Koszykarz Roku:
  - NCAA Division II (2002)[4]
  - CIAA (2002)
- MVP:
  - turnieju:
    - CIAA (2002)
    - regionu South Atlantic (2002)
- Zaliczony do:
  - I składu:
    - All-America NCAA Division II (2002)
    - fazy Elite Eight turnieju NCAA Division II (2002)
    - Daktronics All-South Atlantic Region (2002)
- Lider strzelców CIAA (2001, 2002)
- Wybrany do Galerii Sław Sportu CIAA (2016)

Drużynowe
- Mistrz D-League (2012)

Indywidualne
- Uczestnik NBA Rookie Challenge (2004)